# Carrer de les Joies (Moià)
El carrer de les Joies és un carrer de Moià (Moianès) inclòs a l'Inventari del Patrimoni Arquitectònic de Catalunya.

## Descripció
Aquest carrer amb pendent pronunciada enllaça la plaça Major amb la plaça de Sant Sebastià. És un dels carrers més ben conservats de Moià, el terra és enllosat i moltes de les seves cases han estat arreglades deixant-les en pedra vista. Predominen les edificacions de tres plantes. Hi destaca el Convent de les Josefines (nº11-13) la finestra gòtica de cal Soldevila (nº19), la finestra amb àngel de cal senyor Magí (nº23), la finestra del nº 25, el casal del nº 27, el nº 29, el nº33...
Nº 19: Finestra avui modificada i convertida en balcó. La llinda, d'estil gòtic tardà, és de dos llums amb una motllura formant un arc apuntat dins del qual s'hi ha treballat un lòbul.
Nº 25: Ampla finestra renaixentista amb ampit de pedra picada. Les dovelles laterals estan treballades formant una prima columna amb capitell que sosté una llinda també de pedra picada però de talla més recent.
Nº 27: Casa estreta, de quatre pisos, edificada en pedra de mida força regular. Als baixos s'hi accedeix per un portal d'arc escarser adovellat. L'entrada, enllosada, dona accés a l'habitatge. Al primer pis hi ha una única finestra, de tradició gòtica, amb ampit. De les dues finestres del segon pis, només una és adovellada. Al pis superior hi ha les golfes.
Nº 33: Casa de les Joies, edificació del que va ser el primer ajuntament de Moià.

## Història
L'aspecte actual del carrer és del XVII-XVIII. El carrer de les Joies era el carrer major de Moià. Al s.XIV ja es trobava dins de muralles i anava des del carrer del Mig (prop de la plaça Major actual) fins al Portal de Rodors, on s'enllaçava amb el camí a Manresa. D'aquesta època poc queda reflectit en el carrer, més aviat la seva tipologia actual respon a un carrer del segle XVII-XVIII-XIX (llindes de 1683-1844...). La casa número 25 havia estat seu de la primera casa de l'escola Pia al nostre país, fundada el setembre de 1683 a Moià, on continuà de manera estable. La casa número 33 complia en el 2014 el seu 400 aniversari sent el primer ajuntament de Moià en el 1736, arran del fet que el 1709 el reial Patrimoni de Catalunya concedeix autorització al Comú de la Vila per utilitzar i edificar el que va ser el primer ajuntament de Moià.